# Stade Auguste Delaune

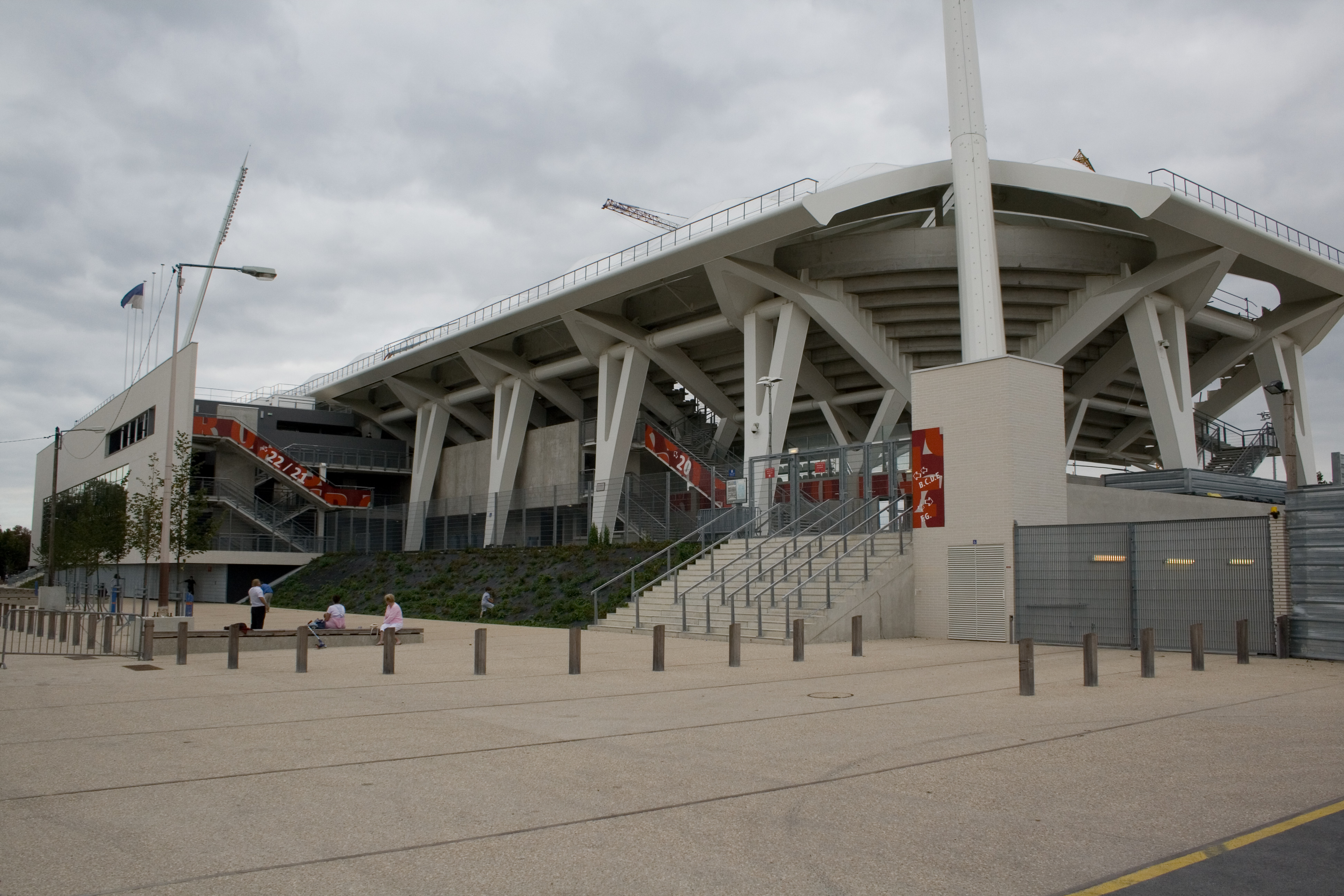
A stadion 2007-ben

Franciaországban, Reimsben található a Stade Auguste Delaune stadion, a helyiek Stade Municipal-ként ismerik. A többrendeltetésű stadiont bajnoki labdarúgó mérkőzések rendezésére használják. A stadiont 1931-ben építették. Nézőterének akkori befogadóképessége 18 000 fő volt. Az 1938-as labdarúgó-világbajnokság alatt itt győzte le a Magyar labdarúgó-válogatott az Indonéz labdarúgó-válogatottat (6:0). 2008-ban Stade Reims névre keresztelték és jelenleg 21 684 főt tud befogadni.